# Avannaata Qimussersua
Avannaata Qimussersua (Nationale hundeslædeløb) er et grønlandsk hundeslædeløb som arrangeres 
af Kalaallit Nunaanni Qimussertartut Kattuffiat (KNQK) hvert år. 
Det regnes som  grønlandsmesterskab, og blev afholdt for første gang i 1989 i Uummannaq. På grund af Coronaviruspandemien blev løbet  ikke afviklet i 2020, men var tilbage året efter.
Deltagerne, som kommer fra hele Grønland, dog mest fra vestkysten, kvalificerer sig i regionale væddeløb. Hundeslædeløbet bliver altid afholdt i Vestgrønland, nord for polarcirklen, men 
roterer mellem forskellige byer og ruter fra år til år.
2025 års udgave af væddeløbet afholdes den 29. marts, med start og mål på søen Oqummiannguup tasia, udenfor Sisimiut. 28 hundeførere, fra ni forskellige slædedistrikter, har kvalificeret sig til det omkring 40 kilometer lange løb. USA:s konsulat  i Nuuk støtter hundeslædeløbet med "et stort beløb".

## Eksterna henvisninger
- KMQK:s hjemmeside